# Johannes Schulze (Theologe, 1901)

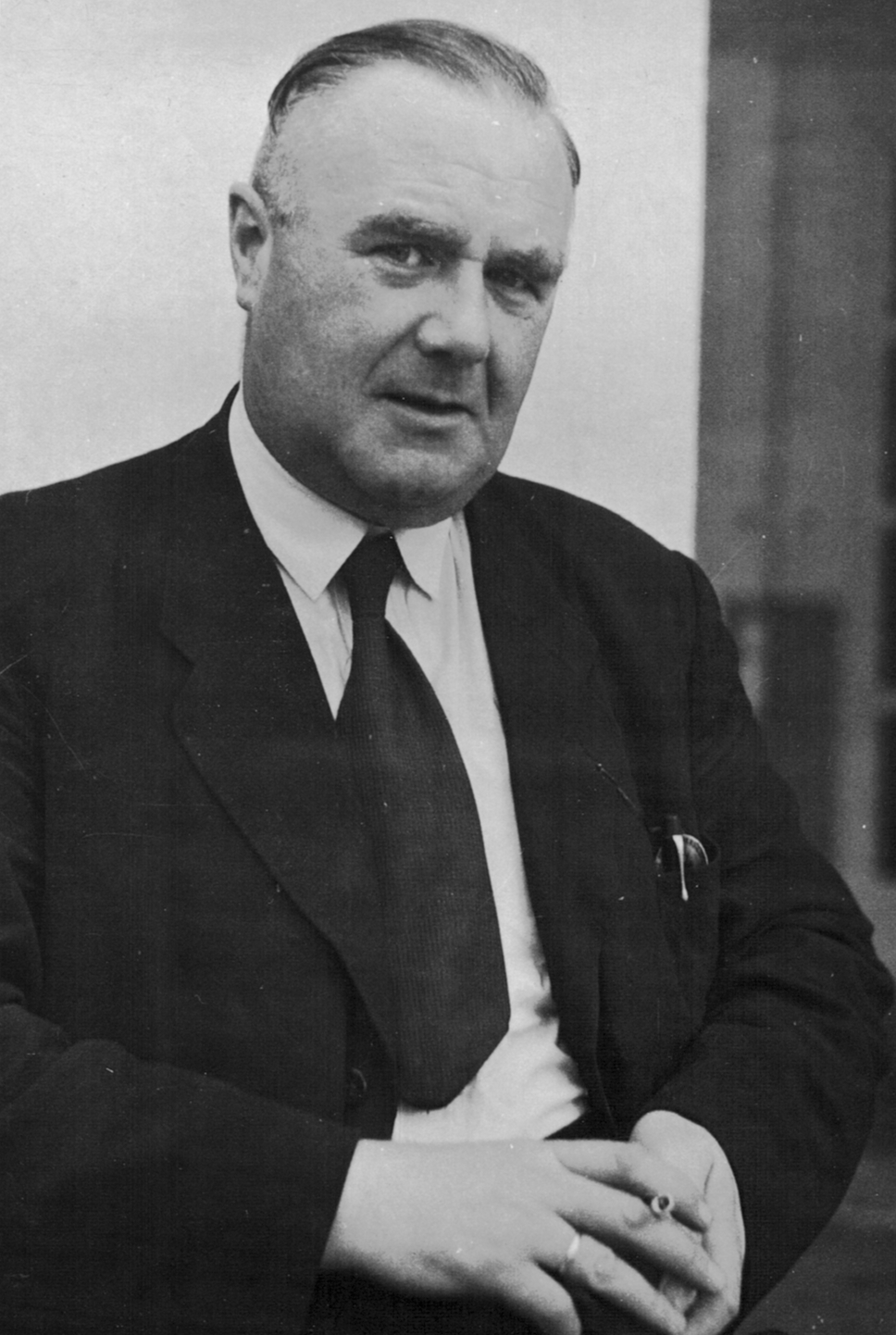
Johannes Schulze, Evangelische Woche 1949, Hannover

 August Friedrich Wilhelm Johannes Schulze  (* 14. Januar 1901 in Celle; † 3. Juni 1980 in Langenhagen) war ein deutscher evangelisch-lutherischer Theologe.

## Leben

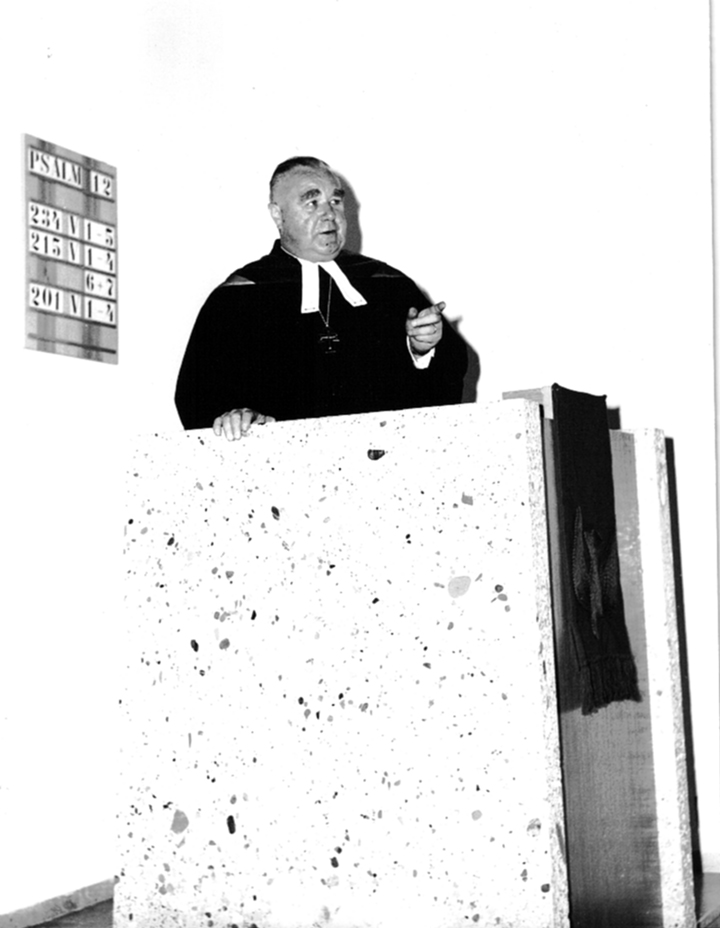
Johannes Schulze während einer Predigt

Schulze wurde am 14. Januar 1901 als Sohn des Sparkassendirektors Georg Heinrich Friedrich Gustav Schulze (1867–1922) und Johanna Dorette Auguste Schulze, geborene Mirre (1875–1957), in Celle geboren. Nach dem Abitur, das er im Januar 1919 am Gymnasium Ernestinum in Celle ablegte, wurde er, zunächst zum Unverständnis seiner Eltern, Student der Evangelischen Theologie an den Universitäten in Göttingen (30. April 1919 bis 10. August 1920) und Leipzig (29. Oktober 1920 bis 9. August 1921).
In Göttingen wurde er Mitglied der zum Schwarzburgbund (SB) gehörenden christlichen Burschenschaft „Germania“, deren Schriftwart er im Sommersemester 1920 wurde. Im Wintersemester 1921/22 war er „Senior“ und bekleidete damit das höchste Amt in der Burschenschaft.
1923 bestand er sein erstes theologisches Examen. Das zweite Examen schloss er 1925 nach dem Besuch des Predigerseminars Loccum ab. Hier lernte er den späteren Landesbischof der hannoverschen Landeskirche, Johannes Lilje, kennen, zu dem sich eine lebenslange Freundschaft entwickelte. Johannes Schulze wurde am 10. Oktober 1925 ordiniert.

### Pastor in Rotenburg und Hankensbüttel
Erste berufliche Station war die Stelle des 2. Pastors im „Asyl für Epileptische und Idioten“ (ab 1930: „Rotenburger Anstalten der Inneren Mission, Heil- und Pflegeanstalt für Epileptische, Geistesschwache und -kranke“; heute: Rotenburger Werke der Inneren Mission e. V.) in Rotenburg (Wümme), wo er vom 15. Oktober 1925 bis zum 15. Juli 1931 wirkte. Dies war sein erster Kontakt mit der Inneren Mission.
Am 5. Februar 1926 heiratete er Irmgard Franziska Elisabeth Ahlrichs, die Tochter von Theodor Ahlrichs, der von 1907 bis 1935 Pastor der Stadtkirche Delmenhorst war. Das Ehepaar hatte vier Kinder, eine Tochter und drei Söhne. Am 15. Juli 1931 trat Schulze ein Pastorat in der St.-Pankratius-Kirche in Hankensbüttel (heute Landkreis Gifhorn) an.

### Superintendent in Bremervörde
Am 1. Februar 1936 wurde er Superintendent in Bremervörde und betreute zahlreiche Pastoren und Gemeinden des Kirchenkreises.
Am 26. Oktober 1943 wurde Schulze durch den evangelischen Feldbischof der Wehrmacht in Berlin als Standortpfarrer im Nebenamt für das Kriegsgefangenenlager Stalag X-B in Sandbostel beauftragt. Er wurde dadurch Standortpfarrer für die deutschen Wehrmachtsangehörigen, die in diesem Kriegsgefangenenlager stationiert waren. Nach Kriegsende blieb Schulze bis 1948 Lagerpfarrer, jetzt für das britische Internierungslager Sandbostel.
Während seiner Amtszeit in Bremervörde war Schulze wiederholt Angriffen durch die Nationalsozialisten ausgesetzt, weil er ab 1938 Landesobmann des Bruderrats der Bekennenden Kirche in der Landeskirche Hannover war, die sich gegen den staatlichen Eingriff der Nationalsozialisten in Kirchenangelegenheiten wandte. Durch diese Aufgabe und die Verbindung zu anderen oppositionellen Glaubensgruppierungen in Deutschland befand sich Schulze in einer gefährlichen Lage, zumal er sich auch kritisch zu Handlungen und Schreiben des damaligen Landesbischofs August Marahrens äußerte. Schulzes Aufgabe zu dieser Zeit „verlangte spirituelle Stärke, Mut und die Bereitschaft, sich selbst zu opfern“, wie es später in der Begründung zur Ehrendoktorwürde der Waterloo Lutheran University hieß.
Marahrens hatte nach dem Attentat auf Adolf Hitler vom 20. Juli 1944 ein Telegramm nach Berlin geschickt, in dem er zum Ausdruck brachte, dass es Gott zu danken sei, dass die angetastete Obrigkeit nicht zu Fall gekommen war. Schulze schrieb in einem Brief an den Bischof, dass er dieses Telegramm nie hätte verfassen dürfen.
Nach dem Ende der NS-Diktatur wurde er gebeten, sich auf lokaler Ebene am politischen Neubeginn zu beteiligen. Er übernahm den Vorsitz im städtischen Ausschuss für Fürsorge- und Gesundheitswesen, Jugend-, Kultur- und Gemeinschaftspflege. Schulze wirkte auch nach 1945 weiter als Vorsitzender der Bruderrates und brachte sich aus dieser Funktion auch in die Gründung der Evangelischen Kirche in Deutschland (EKD) ein, wo er ab 1946 Mitglied der Synode war.
In der Lutherischen Landeskirche Hannover wurde Schulze am 1. Mai 1948 Landesbevollmächtigter für die Innere Mission. Bis 1957 hat er sich auf diesem Posten besondere Verdienste um die Zusammenführung der Inneren Mission und dem Evangelischen Hilfswerk erworben. Durch diesen Zusammenschluss entstand auf regionaler Ebene das Diakonische Werk der Evangelisch-lutherischen Landeskirche Hannovers und auf Bundesebene das Diakonisches Werk der EKD.
1953 wurde er Vorsitzender des ersten Deutschen Hauptausschusses im Lutherischen Weltbund. Hier vertrat er die Ansicht, dass die deutschen Kirchen trotz der Schwierigkeiten nach dem Krieg „gebende“ und nicht nur nehmende Kirchen sein sollten, was dazu führte, dass die deutschen lutherischen Kirchen zu einer neuen Wahrnehmung der Probleme und Nöte anderer Länder und Völker der Welt kamen. Schulze sorgte hier für eine reibungslose Zusammenarbeit mit den ökumenischen Arbeitsstätten, insbesondere mit der Aktion des Notprogramms für zwischenkirchliche Hilfe und Notstandshilfe. Er setzte sich dabei stark für die arabischen Flüchtlinge in Jordanien ein.

### Landessuperintendent
Am 1. April 1957 wurde er erster Landessuperintendent des nach einer Reform neu entstandenen Sprengels Calenberg-Hoya, zu dem 250 Pastoren in 178 Gemeinden gehörten. Seine Einführung erfolgte am 23. April in der Marktkirche Hannover.
Im selben Jahr wurde er in die Weltdienstkommission des Lutherischen Weltbundes gewählt, wo er Hilfen für die Kirche in der DDR und andere Kirchen hinter dem eisernen Vorhang sowie für Bedürftige in der ganzen Welt organisierte. Am 5. November 1961 erhielt er die 4. Pfarrstelle in der Stiftskirche zu Wunstorf, die er bis 1964 innehatte. Außerdem wurde er Mitglied des Ausschusses für Ökumenische Diakonie (Brot für die Welt) und wurde in den Konvent des Klosters Loccum gewählt. Die Einführung durch Landesbischof Johannes Lilje, der auch Abt des Klosters war, fand am 3. Mai statt. Gemeinsam mit Johannes Schulze wurde auch der damalige Studiendirektor des Predigerseminars, Dieter Andersen, als Konventual eingeführt.
1961 wurde Schulze Vorsitzender der Evangelisch-Lutherischen (Leipziger) Mission zu Erlangen und Bundesleiter des Martin-Luther-Bundes, wo er sich der Ausländer- und Diasporafürsorge annahm. Im selben Jahr erhielt er die Ehrendoktorwürde (Divinitatis Doctorem honoris causa) der Waterloo Lutheran University (Ontario, Kanada) als Auszeichnung für seine Bemühungen um die Bedürftigen in seiner und anderen Kirchen. Fortan führte er den Zusatz „DD“ hinter seinem Namen. 1964 wurde er Mitglied der Evangelischen Zentralstelle für Entwicklungshilfe.
Er wirkte weiter als Landessuperintendent; zusätzlich zum Sprengel Calenberg-Hoya übernahm er am 20. Oktober 1966 vorläufig den Auftrag, auch den zu dieser Zeit durch den Tod des hannoverschen Landessuperintendenten Eberhard Klügel verwaisten Sprengel Hannover zu betreuen. Bereits am 9. September des Jahres hatte er den Vertretungsdienst im Stadtkirchenvorstand für den erkrankten Klügel übernommen. Vom 9. Dezember 1966 an war Johannes Schulze auch Erster Vorsitzender des Stadtkirchenrates Hannover. Er behielt beide Ämter bis zum 8. Januar 1969.
Am 19. Juli 1968 wurde er durch den damaligen stellvertretenden niedersächsischen Ministerpräsidenten und Kultusminister Richard Langeheine mit dem Großen Verdienstkreuz des Verdienstordens der Bundesrepublik Deutschland ausgezeichnet.

### Ruhestand

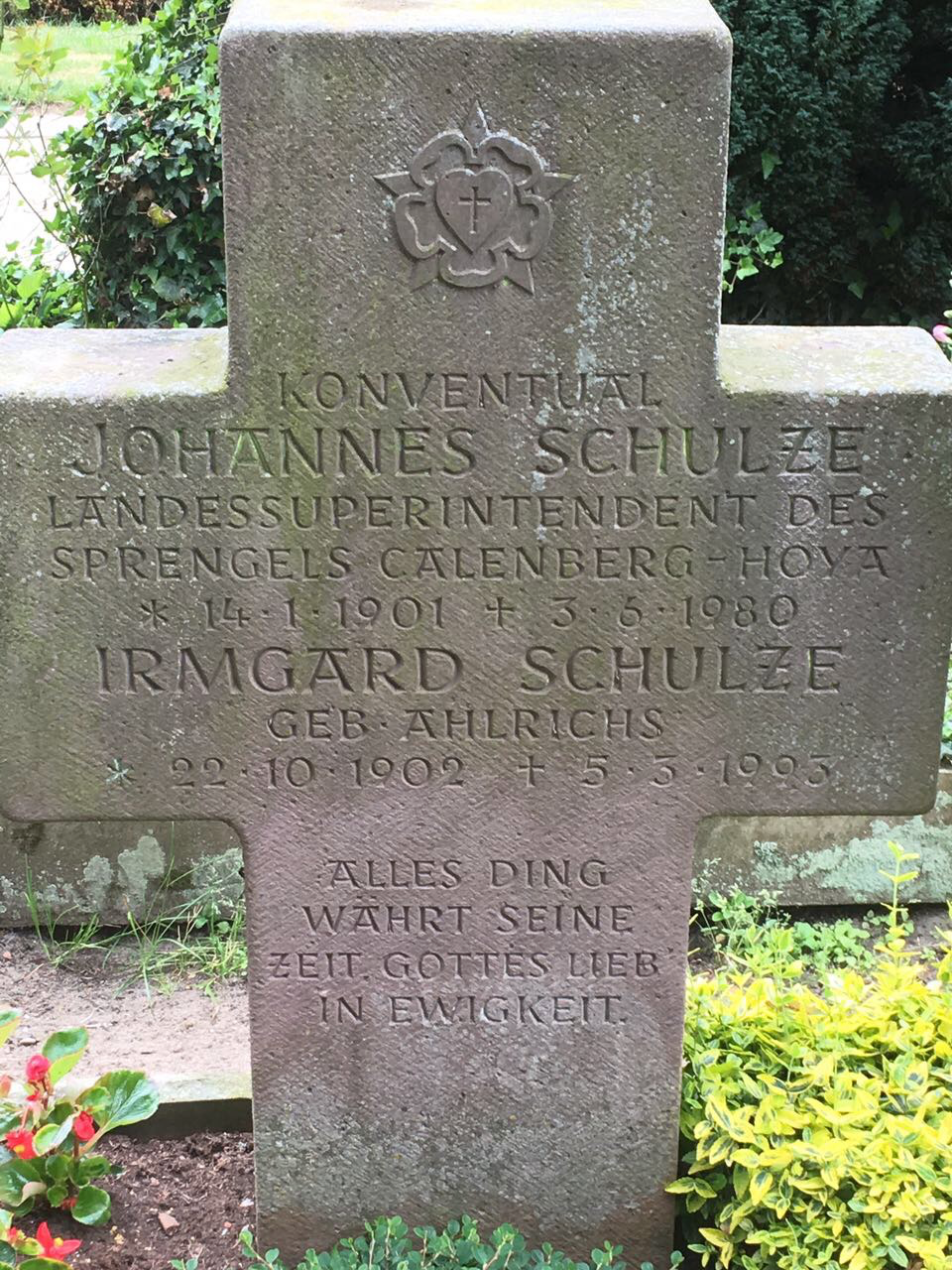
Grabstein auf dem Friedhof des Klosters Loccum

Am 31. Januar 1969 trat Johannes Schulze in den Ruhestand. Zumindest im familiären Kreis war er auch danach noch als Geistlicher aktiv: Er taufte seine zwischen 1968 und 1971 geborenen Enkelkinder. In einem Brief vom 29. Dezember 1971 stellte er fest, dass er in diesem Jahr zum ersten Mal seit 1922 „an Weihnachten überhaupt nicht amtiert“ habe.
Schulze zog am 25. September 1975 mit seiner Frau von Hannover nach Langenhagen ins Altenheim Anna-Schaumann-Stift, wo er weiter als Seelsorger wirkte und regelmäßig Andachten und Gottesdienste, teilweise mit Abendmahl, für die Bewohner und Mitarbeiter hielt.
Er starb am 3. Juni 1980 in Langenhagen und wurde am 7. Juni 1980 auf dem Friedhof des Klosters Loccum beigesetzt. Sein Nachlass befindet sich im Landeskirchlichen Archiv in Hannover.

## Zitate
„Ich weiß nicht, wer ihm den Namen gegeben hat, aber wir, die wir im Martin-Luther-Bund viele Jahre mit ihm zusammengearbeitet haben, machten uns diese Bezeichnung zu eigen: Schulzenvater. Johannes Schulze war eine Vaterfigur im besten Sinne des Wortes. Wir verehrten ihn als väterlichen Freund, dem wir deshalb gern Respekt zollten, weil er Autorität mit menschlicher Wärme verband.“

## Auszeichnungen
- Ehrendoktorwürde (Divinitatis Doctorem honoris causa) der Waterloo Lutheran University (Ontario, Kanada, 1961)
- Uhlhorn-Plakette, 14. Januar 1966[15]
- Großes Verdienstkreuz des Verdienstordens der Bundesrepublik Deutschland („Bundesverdienstkreuz“), 19. Juli 1968
- Kronenkreuz der Diakonie in Gold, 20. Juni 1973[16][17]